# Jamiesoniella bahamensis
Jamiesoniella bahamensis är en ringmaskart som beskrevs av Erséus 1981. Jamiesoniella bahamensis ingår i släktet Jamiesoniella och familjen glattmaskar. Inga underarter finns listade i Catalogue of Life.